# Ann Dunham
Ann Dunham (Wichita, Kansas, 29 november 1942 - Honolulu, Hawaï, 7 november 1995) was een Amerikaans antropoloog, en de moeder van Barack Obama, de 44e President van de Verenigde Staten. 

## Biografie
Dunham studeerde antropologie aan de universiteit van Honolulu. Daar ontmoette zij Barack Obama Sr., met wie zij begin 1961 trouwde. Op 4 augustus van dat jaar beviel zij van hun zoon Barack, roepnaam Barry. Het huwelijk hield niet lang stand en in 1965 trouwde zij met de Indonesische student Lolo Soetoro, met wie zij en haar zoon in 1967 naar Jakarta verhuisden. 
Drie jaar later stuurde ze Barack terug naar zijn grootouders (haar ouders) in Hawaï. In de jaren die volgden woonde zij afwisselend in Hawaï, waar ze studeerde, en in Indonesië, waar ze veldonderzoek deed naar de verdwijnende positie van de traditionele dorpssmeden en voor ontwikkelingsorganisaties werkte. 
Dunham zette zich onder meer in voor de verstrekking van microkredieten aan vrouwen in ontwikkelingslanden.
Zij overleed eind 1995 aan kanker.
In een interview kenschetste Barack Obama zijn moeder als “de doorslaggevende persoonlijkheid in de jaren dat ik gevormd werd.  De waarden die zij mij  bij bracht zijn nog steeds de toetsstenen als het erom gaat hoe ik mij in de wereld van de politiek beweeg.”